# Каланд, Виллем
Виллем Каланд (27 августа 1859, Брилле — 23 марта 1932, Утрехт) — голландский индолог, исследователь в области ритуалов и магии.
Сын Питера Каланда, известного инженера-гидротехника, и Каролины Хелен Янг.
Сам Каланд с детства питал интерес к литературе; проучившись в средней школе, будущий учёный затем перешел в Гаагскую гимназию. В школьные годы у него была обнаружена болезнь сердца, от которой Каланд страдал всю жизнь и которая сильно мешала учебе. В сентябре 1877 года был зачислен в качестве студента на литературное отделение Лейденского университета. В дополнение к лекциям по классическим языкам посещал также занятия, проводимые Йоханом Керном, по санскриту и авестийскому языку. После окончания университета в 1882 году был назначен преподавателем классических языков в Маастрихт.
Болезнь Каланда явилась причиной многих ограничений в его жизни, в том числе не позволив ему совершить путешествие в Индию. Поэтому основные свои знания он черпал из рукописей. Благодаря своему трудолюбию учёный смог многого достичь. Опираясь на труды своего учителея Керна, Каланд изначально был связан с древнеиндийским культом предков и колдовством и сосредоточился на изучении ведийских ритуалов. Исследования Каланда также связаны с брахманами и сутрами, текстами, примыкающими к Ведам. Так, вместе с французским исследователем Анри он издает в 1906-1907 годах монографию, посвященную агништоме, жертвоприношению сомы. Также в число его трудов входят многочисленные критические издания, переводы и комментарии древнеиндийских текстов. Особо выделяются переводы сутр Яджур-веды, издававшиеся в трех томах в Гёттингене в 1921-1928 годах, и Панчавимша-брахманы (Калькутта, 1931).
В 1902 году начал преподавать санскрит в Утрехтском университете, в феврале 1903 года назначен профессором этого языка, уже в июне 1906 года Каланд стал экстраординарным профессором санскрита и индогерманского сравнительного языкознания. В своей речи, произнесенной по этому поводу, Каланд подчеркнул важность изучения санскрита, в том числе в связи с классической филологией и этнологией. В 1917 году к курсу его лекций были добавлены занятия по древнеперсидскому и авестийскому языкам. С 1897 года стал членом Королевской академии наук, а также много лет входил в управление Утрехтского общества искусств и наук. Часть своего свободного времени учёный посвящал музыке, особенно игре на скрипке и альте.